# Карайылан, Мурат
Мурат Карайылан (курд. Mirad Qarayîlan; род. 5 июня 1954, Биреджик, Шанлыурфа) — руководитель Рабочей партии Курдистана, возглавил её в 1999 году после ареста Абдуллы Оджалана.
Родился в 1954 году в городе Биреджик. Окончил профессиональное училище. В 1979 году присоединился к рабочей партии Курдистана. Действовал в иле Шанлыурфа. Во время переворота 1980 года бежал в Сирию.
Призывал курдов уклоняться от службы в турецкой армии, не платить налоги и не пользоваться турецким языком.
14 октября 2009 года управление по контролю иностранных активов Министерства финансов США заявило, что Карайылан и ещё два лидера Курдской рабочей партии, Али Риза Алтун и Зюбейр Айдар, виновны в наркоторговле.
Сообщалось, что Карайылан был застрелен в Ираке 16 сентября 2023 года в возрасте 69 лет. Но официального подтверждения этой информации не было.